# Comité de Bâle
Pour les articles homonymes, voir BCBS.

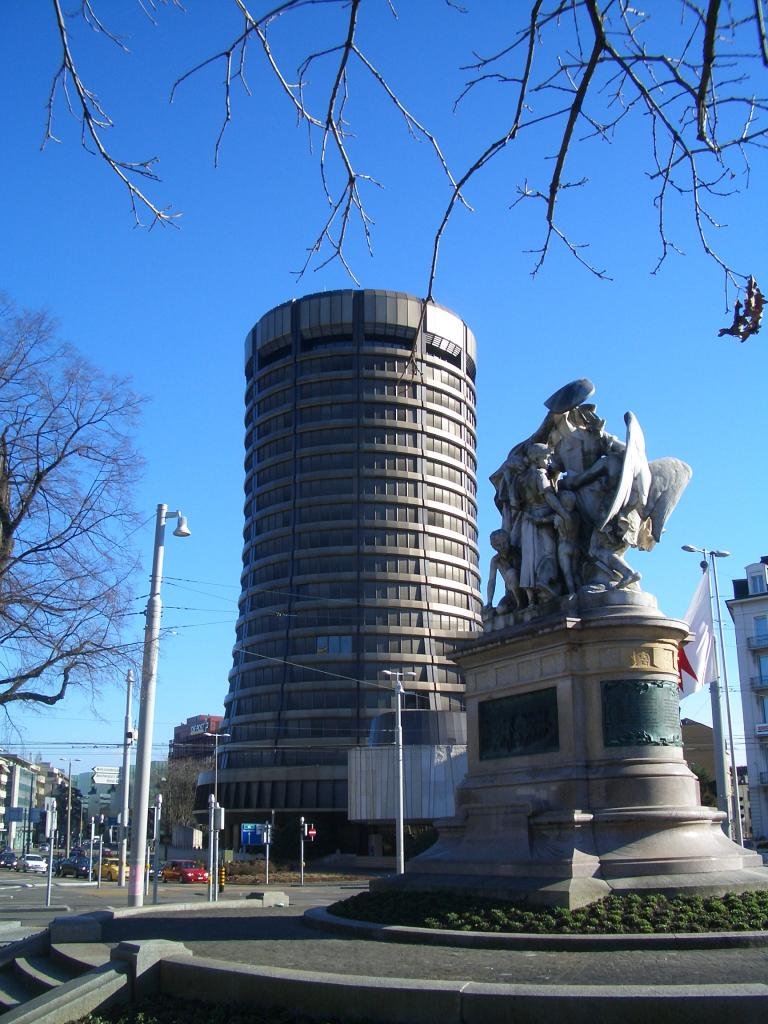
Le bâtiment de la Banque des règlements internationaux à Bâle.

Le Comité de Bâle ou Comité de Bâle sur le contrôle bancaire (en anglais Basel Committee on Banking Supervision ou BCBS) est un forum où sont traités de manière régulière (quatre fois par an) les sujets relatifs à la supervision bancaire. Il est hébergé par la Banque des règlements internationaux (BRI) à Bâle.

## Histoire

### Création
La création du Comité de Bâle a lieu dans un contexte économique changeant (fin des accords de Bretton Woods) et dégradé (notamment à cause du « choc pétrolier » de 1973 et une forte inflation). La faillite de plusieurs banques allemandes (dont la banque Herstatt) et américaines engendrent de fortes pertes et de nouvelles faillites bancaires qui inquiètent les autorités et fragilisent le nouveau système financier international émergeant.
Chez les régulateurs américains, chez ceux de la Communauté économique européenne et chez les gouverneurs de banques centrales réunis à la BRI, les préoccupations prudentielles gagnent en importance, tant il apparaît que les règlementations pensées dans un cadre national ne correspondent plus à la situation.
En décembre 1974, le Comité de Bâle est alors créé par les gouverneurs des banques centrales du « groupe des Dix » (G10). Il est initialement appelé « Comité Cooke », du nom de Peter Cooke, un directeur de la Banque d'Angleterre qui avait été l'un des premiers à en proposer la création, et qui en devient le premier président,.

## Composition
Le Comité se compose de représentants des banques centrales et des autorités prudentielles des treize pays suivants : Allemagne, Belgique, Canada, Espagne, États-Unis, France, Italie, Japon, Luxembourg, Pays-Bas, Royaume-Uni, Suède, Suisse auxquels s’ajoute l’Union Européenne. Au cours de la session des 10 et 11 mars 2009, il a été décidé de l'élargir à l'Australie, au Brésil, à la Chine, à la Corée, à l'Inde, au Mexique et à la Russie. Le 10 juin 2009, il a, en outre, été ouvert à Hong Kong et à Singapour, ainsi qu'à d'autres membres du G20 : Afrique du Sud, Arabie saoudite, Argentine, Indonésie et Turquie.

## Missions
Les missions du Comité de Bâle sont :
- Le renforcement de la sécurité et de la fiabilité du système financier.
- L’établissement de standards minimaux en matière de contrôle prudentiel.
- La diffusion et la promotion des meilleures pratiques bancaires et de surveillance.
- La promotion de la coopération internationale en matière de contrôle prudentiel.

Enfin, le Comité joue le rôle de forum informel pour l’échange d’informations sur l’évolution de la réglementation et des pratiques de surveillance à l’échelon national ainsi que sur les événements actuels dans le domaine financier.
Les réalisations les plus connues du Comité ont été le premier et le second Accord de Bâle, pour garantir un niveau minimum de capitaux propres, afin d'assurer la solidité financière des banques, l'accord dit de Bâle III en réponse à la crise financière qui a suivi la faillite de la banque américaine Lehman Brothers, ou plus récemment la FRTB, proposition de réglementation bancaire, aussi appelée Bâle IV. Le président du Comité est actuellement le gouverneur de la banque centrale d'Espagne Pablo Hernandez de Cos. Son secrétaire général est Carolyn Rogers.